# VTT cross-country masculin aux Jeux olympiques d'été de 2008
Navigation
Athènes 2004 Londres 2012
Le cross-country VTT masculin, épreuve de vélo tout terrain des Jeux olympiques d'été de 2008, a lieu le 23 août 2008 sur le terrain de VTT de Laoshan de Pékin. La course est remportée par le coureur français Julien Absalon, déjà titré en 2004.
Cette épreuve consiste en une course en ligne, dont le départ se fait groupé. Le parcours de 4,6 kilomètres est à parcourir plusieurs fois. Les coureurs qui se faisaient prendre un tour sont éliminés, même s'ils peuvent finir leur tour.

## Résultats
Quarante-huit participants sont classés.
| Pos.                                | Coureur                | Pays               | Temps           |
| ----------------------------------- | ---------------------- | ------------------ | --------------- |
| Médaille d'or, Jeux olympiques      | Julien Absalon         | France             | 1 h 55 min 59 s |
| Médaille d'argent, Jeux olympiques  | Jean-Christophe Péraud | France             | à 1 min 07 s    |
| Médaille de bronze, Jeux olympiques | Nino Schurter          | Suisse             | 1 min 53 s      |
| 4                                   | Christoph Sauser       | Suisse             | 1 min 55 s      |
| 5                                   | Marco Aurelio Fontana  | Italie             | 4 min 00 s      |
| 6                                   | Christoph Soukup       | Autriche           | 4 min 12 s      |
| 7                                   | Liam Killeen           | Grande-Bretagne    | 4 min 15 s      |
| 8                                   | Iñaki Lejarreta        | Espagne            | 4 min 22 s      |
| 9                                   | Sven Nys               | Belgique           | 5 min 01 s      |
| 10                                  | José Antonio Hermida   | Espagne            | 5 min 02 s      |
| 11                                  | Manuel Fumic           | Allemagne          | 5 min 17 s      |
| 12                                  | Oliver Backingsale     | Grande-Bretagne    | 5 min 26 s      |
| 13                                  | Marek Galinski         | Pologne            | 5 min 30 s      |
| 14                                  | Cédric Ravanel         | France             | 5 min 39 s      |
| 15                                  | Burry Stander          | Afrique du Sud     | 5 min 59 s      |
| 16                                  | Moritz Milatz          | Allemagne          | 7 min 00 s      |
| 17                                  | Fredrik Kessiakoff     | Suède              | 7 min 10 s      |
| 18                                  | Jaroslav Kulhavý       | République tchèque | 7 min 21 s      |
| 19                                  | Roel Paulissen         | Belgique           | 7 min 31 s      |
| 20                                  | Geoff Kabush           | Canada             | 7 min 56 s      |
| 21                                  | Rubens Valeriano       | Brésil             | 9 min 20 s      |
| 22                                  | Ji Jianhua             | Chine              | 9 min 30 s      |
| 23                                  | Andras Parti           | Hongrie            | 10 min 01 s     |
| 24                                  | Kashi Leuchs           | Nouvelle-Zélande   | 10 min 31 s     |
| 25                                  | Jakob Fuglsang         | Danemark           | 10 min 42 s     |
| 26                                  | Leonardo Páez          | Colombie           | 10 min 47 s     |
| 27                                  | Dario Alejandro Gasco  | Argentine          | 11 min 05 s     |
| 28                                  | Carlos Coloma          | Espagne            | 13 min 06 s     |
| 29                                  | Adam Craig             | États-Unis         | 1 tour          |
| 30                                  | Yader Zoli             | Italie             | 1 tour          |
| 31                                  | Klaus Nielsen          | Danemark           | 1 tour          |
| 32                                  | Filip Meirhaeghe       | Belgique           | 2 tours         |
| 33                                  | Wolfram Kurschat       | Allemagne          | 2 tours         |
| 34                                  | Rudi van Houts         | Pays-Bas           | 2 tours         |
| 35                                  | Bilal Akgul            | Turquie            | 2 tours         |
| 36                                  | Cristobal Silva        | Chili              | 2 tours         |
| 37                                  | Bart Brentjens         | Belgique           | 2 tours         |
| 38                                  | Emil Lindgren          | Suède              | 2 tours         |
| 39                                  | Daniel McConnell       | Australie          | 2 tours         |
| 40                                  | Chan Chun Hing         | Hong Kong          | 2 tours         |
| 41                                  | Yury Trofimov          | Russie             | 2 tours         |
| 42                                  | Sergii Rysenko         | Ukraine            | 3 tours         |
| 43                                  | Todd Wells             | États-Unis         | 3 tours         |
| 44                                  | Seamus McGrath         | Canada             | 3 tours         |
| 45                                  | Mannie Heymans         | Namibie            | 3 tours         |
| 46                                  | Kohei Yamamoto         | Japon              | 3 tours         |
| 47                                  | Federico Ramirez       | Costa Rica         | 5 tours         |
| 48                                  | Antipass Kwari         | Zimbabwe           | 6 tours         |
|                                     | Florian Vogel          | Suisse             | Abandon tour 5  |
|                                     | Robin Seymour          | Irlande            | Abandon tour 1  |